# Charles Russell Speechlys LLP
Charles Russell Speechlys LLP est un cabinet d’avocats international issu de la fusion, en 2014, des cabinets britanniques Charles Russell et Speechly Bircham. Basé à Londres, il dispose également de plusieurs bureaux en Europe, au Moyen-Orient et en Asie.
Le cabinet intervient dans divers domaines du droit des affaires et de la gestion patrimoniale, conseillant des entreprises, des investisseurs et des particuliers. En France, son bureau parisien est situé Avenue de Friedland, dans le 8ème arrondissement de Paris.

## Activités
Charles Russell Speechlys LLP offre globalement des conseils en matière de structuration patrimoniale, de planification successorale, de droit fiscal et de transmission d'entreprises, ainsi que des services transactionnels (fusions-acquisitions, private equity) et contentieux. 
Le cabinet se distingue plus particulièrement dans les catégories fusions-acquisitions (£10-100 millions), finance patrimoniale (ultra high net worth), et fiscalité personnelle (Personal tax, trusts and probate) où il occupe traditionnellement une place de premier rang dans les classements au Royaume-Uni,,.
Entre autres, le cabinet a été cité en 2024 pour avoir conseillé l'acquisition de Feliciana EFL, de Southend United FC, de 3DOT Solutions, du Val d'Evre, ainsi que pour avoir défendu avec succès John Mason, acquitté d'accusations de corruption au Royaume-Uni,,.
En 2024, le cabinet affichait une augmentation de son chiffre d'affaires mondial de 13% vis-à-vis de 2023 (193,7 millions de livres sterling), soit environ 218,8 millions de livres sterling,.
En 2024 au Royaume-Uni, le cabinet affichait un résultat net moyen par associé en capital (dit PEP, profit per equity partner) d'environ 661 milliers de livres sterling.

## Historique
Charles Russell Speechlys LLP est le résultat de la fusion en novembre 2014 de deux cabinets d'avocats britanniques aux racines historiques profondes.

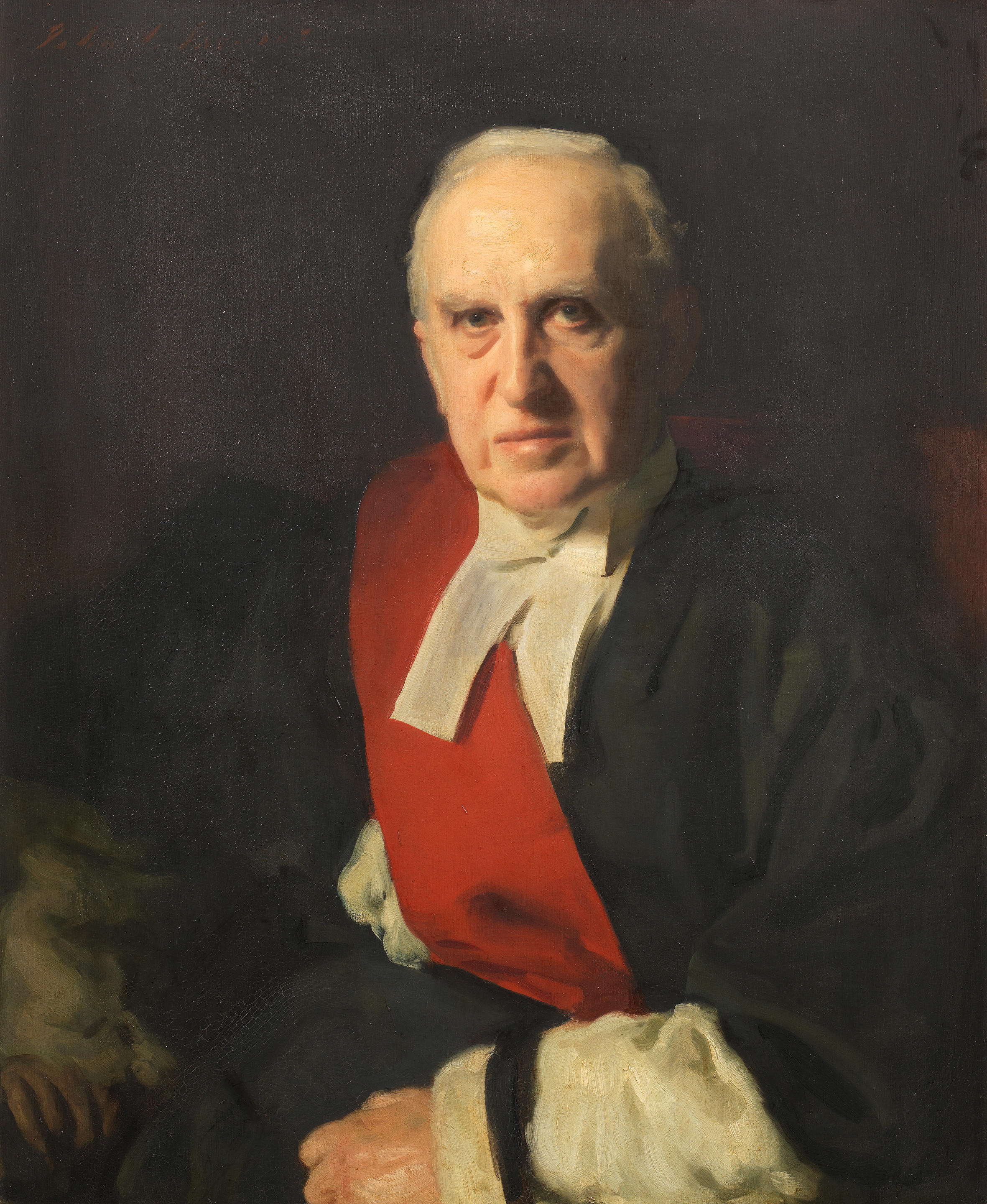
Lord Charles Russell of Killowen, par John Singer Sargent, 1900.

Charles Russell LLP a été fondé en 1891 par Charles Russell, fils de Lord Russell of Killowen, ancien procureur général, Lord Chief Justice d'Angleterre et du pays de Galles et auteur de différents ouvrages en matière d'avocature et d'arbitrage,.
De son côté, Speechly Bircham LLP est né en 1974 de la fusion de Speechly, Mumford & Soames et Bircham & Co., deux cabinets ayant des origines remontant respectivement à 1845, avec la fondation de Dalrymple, Drake & Co. par Francis Thomas Bircham, et à 1875, avec Speechly & Co. fondé par Thomas Speechly.
L’extension de Charles Russell Speechlys LLP a commencé avant la fusion, avec l’ouverture du premier bureau international de Charles Russell LLP à Genève en 2006, suivi en 2007 par l’établissement d’un deuxième bureau dans la même ville.
En 2011, Speechly Bircham a ouvert des bureaux à Luxembourg et à Zurich, renforçant ainsi sa présence en Europe continentale. L'année 2013 a été marquée par l’ouverture de bureaux à Paris et à Doha, au Qatar, tandis que Charles Russell a ouvert son deuxième bureau au Moyen-Orient, à Doha également.
La fusion de 2014 a consolidé la position de Charles Russell Speechlys LLP sur la scène internationale. Le cabinet a continué d’étendre sa présence avec l’ouverture, en 2017, de son premier bureau en Asie, à Hong Kong, suivi de l’ouverture d’un deuxième bureau asiatique à Singapour en 2023. Ce développement a renforcé l'ancrage du cabinet dans des zones géographiques stratégiques.
Aujourd'hui, Charles Russell Speechlys LLP est un cabinet d'avocats international spécialisé dans le capital privé, intervenant à la croisée des enjeux personnels, familiaux et professionnels, notamment dans la gestion de patrimoine et d'entreprises avec un réseau d'avocats dans plus de 200 juridictions à travers le monde.